# 허준로
허준로(Heojun-ro)는 서울특별시 강서구 가양동 대아아파트앞 교차로와 가양9단지 교차로를 잇는 도로이다. 도로 이름은 조선 시대의 의학자인 허준에서 따왔다.

## 주요 경유지
서울특별시
- 강서구 (가양동)

## 주요 건물 및 시설
- 가양1동주민센터 (서울특별시 강서구 허준로 30)
- 성재중학교 (서울특별시 강서구 허준로 36)
- 동양고등학교 (서울특별시 강서구 허준로 50)
- 허준박물관 (서울특별시 강서구 허준로 87)
- 가양2동주민센터 (서울특별시 강서구 허준로 93)
- 강서청소년경찰학교 (서울특별시 강서구 허준로 95)
- 서울가양동우체국 (서울특별시 강서구 허준로 95-5)
- 서울탑산초등학교 (서울특별시 강서구 허준로 109)
- 서울가양초등학교 (서울특별시 강서구 허준로 186)
- 가양3동주민센터 (서울특별시 강서구 허준로 202)
- 세현고등학교 (서울특별시 강서구 허준로 227)